# Theridion uber
Theridion uber là một loài nhện trong họ Theridiidae.
Loài này thuộc chi Theridion. Theridion uber được Eugen von Keyserling miêu tả năm 1884.